# 魯巴特城堡

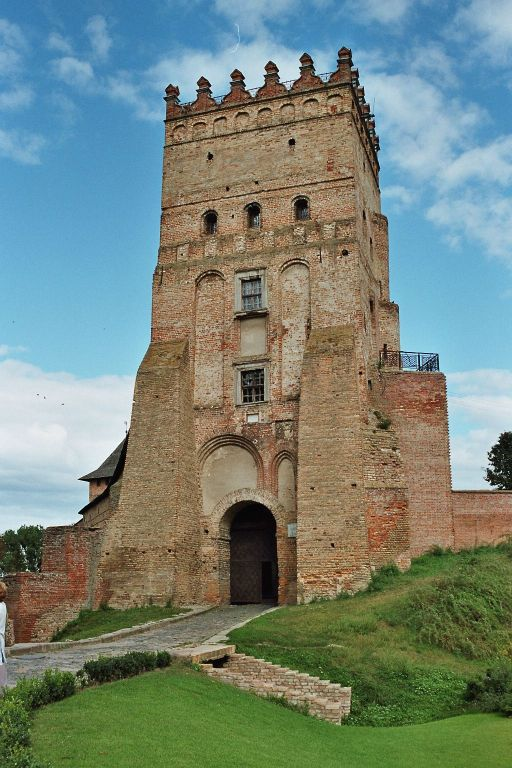
城堡入口處的高塔

魯巴特城堡（羅馬化：Zamok Liubarta），又稱盧茨克城堡（羅馬化：Lutskyi zamok）或上城堡，是位於烏克蘭城市盧茨克的一座城堡，其歷史可以追溯至14世紀中期。該城堡是盧茨克最著名的地標之一，並出現在200烏克蘭格里夫納的紙幣設計上。

## 外部連結
- 维基共享资源上的相關多媒體資源：魯巴特城堡

50°44′20″N 25°19′24″E / 50.73889°N 25.32333°E